# 폴란드 회랑

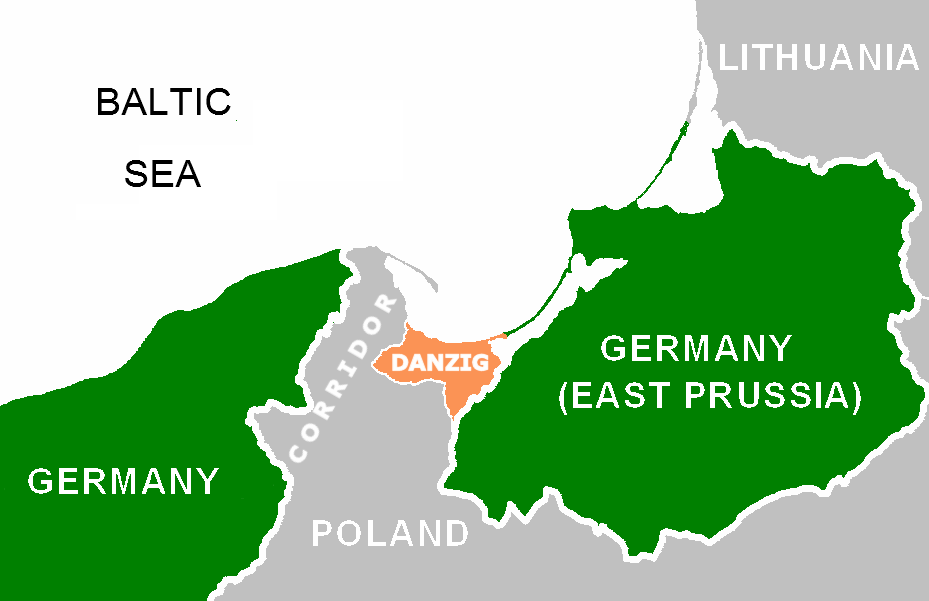
폴란드 회랑

폴란드 회랑(폴란드어: Korytarz polski, 독일어: Polnischer Korridor)은 제1차 세계 대전 이후 베르사유 조약에 의해서 신생국인 폴란드의 영토가 된 좁고 긴 지역을 말한다.

## 역사
원래는 폴란드의 영토였으나 폴란드 분할 당시 프로이센이 폴란드 서부를 차지하게 되면서 자연히 폴란드 회랑이 있는 지역도 프로이센령이 되었다. 그러나 제1차 세계 대전에서 독일 제국이 패하고 베르사유 조약을 체결하면서 폴란드가 러시아 제국과 독일 제국으로부터 독립하면서 신생국가인 폴란드령이 되었다. 그러나 독일 제국 본토와 동프로이센이 분리되면서 독일인의 반감을 샀고 아돌프 히틀러는 폴란드 회랑을 구실로 폴란드를 침공하였다. 폴란드 침공으로 나치 독일군이 폴란드 회랑을 점령하였다. 그러나 제2차 세계 대전에서 나치 독일이 패하여 다시 폴란드의 영토가 되었고 동프로이센의 남부는 폴란드의 영토가 되었고 동프로이센의 북부는 소련의 영토가 되면서 폴란드 회랑과 관련한 독일과 폴란드의 마찰도 없어졌다.

## 폴란드의 이익
폴란드 회랑이 독일 제국의 동프로이센과 연결되어 있었다면 폴란드는 바다로 나갈 통로가 없었기 때문에 폴란드 회랑은 폴란드를 바다로 나갈 수 있게 하면서 폴란드의 국가적 이익을 주었다.

## 같이 보기
- 단치히 자유시
- 내륙국